# Берёзка (Порховский район)
Берёзка — деревня в восточной части Порховского района Псковской области. Входит в состав сельского поселения «Полонская волость».
Расположена в 13 км к северо-востоку от города Порхов и в 8 км к северо-востоку от волостного центра Полоное.
Численность населения составляет 37 жителей (2000 год).